# Chrześcijańsko-Społeczna Partia Ludowa
Chrześcijańsko-Społeczna Partia Ludowa (luks. Chrëschtlech Sozial Vollekspartei, fr. Parti populaire chrétien social, niem. Christlich Soziale Volkspartei, CSV lub PCS) – luksemburska centroprawicowa i chrześcijańsko-demokratyczna partia polityczna, działająca od 1944. Największe ugrupowanie w kraju, biorące udział w większości kolejnych rządów. Opowiada się za ścisłą integracją państw członkowskich Unii Europejskiej.

## Historia
Początki partii wiążą się z powstaniem w 1914 Partii Prawicy (luks. Rietspartei), rządzącej z czternastomiesięczną przerwą w okresie międzywojennym. W 1944 na bazie tego ugrupowania powołano Chrześcijańsko-Społeczną Partię Ludową. Rok później CSV wygrała wybory parlamentarne, rządziła nieprzerwanie do 1974, głównie w koalicjach z Partią Demokratyczną. W okresie tym Luksemburg uzyskał społeczną oraz gospodarczą stabilność, stał się państwem założycielskim wspólnot europejskich.
W 1974 chadecy mimo uzyskania największej liczby mandatów w wyborach przeszli do opozycji, gdy nowym premierem został Gaston Thorn z PD, która zawiązała koalicję rządową z Luksemburską Socjalistyczną Partią Robotniczą. Od 1944 był to jedyny premier nienależący do CSV, która powróciła do władzy już w 1979. Od tego czasu ponownie partia chadecka pozostawała większym koalicjantem, tworząc kolejne gabinety z demokratami lub socjalistami i wygrywając kolejne wybory krajowe. W 2009 uzyskała najlepszy wynik od 50 lat. Partia wygrała również wybory przedterminowe w 2013, tracąc 3 mandaty. Nowy rząd utworzyli jednak demokraci, socjaliści i zieloni, na skutek czego CSV po 34 latach rządów znalazła się w opozycji.
Chadecy powrócili do władzy w 2023, współtworząc koalicję z demokratami i rząd kierowany przez lidera CSV Luka Friedena.
CSV należy do Europejskiej Partii Ludowej, w Parlamencie Europejskim jej przedstawiciele dołączyli do frakcji chadeckiej.

## Przewodniczący
- 1954–1964: Émile Reuter
- 1964–1965: Tony Biever
- 1965–1972: Jean Dupong
- 1972–1974: Nicolas Mosar
- 1974–1982: Jacques Santer
- 1982–1990: Jean Spautz
- 1990–1995: Jean-Claude Juncker
- 1995–2003: Erna Hennicot-Schoepges
- 2003–2009: François Biltgen
- 2009–2014: Michel Wolter[6]
- 2014–2019: Marc Spautz
- 2019–2021: Frank Engel
- 2021–2022: Claude Wiseler
- 2022–2023: Claude Wiseler i Elisabeth Margue[7]
- 2023–2024: Elisabeth Margue[8]
- od 2024: Luc Frieden[9]